# 2021年新竹市廢污水回收公民投票
新竹市喝好水公投，是一場於2021年12月18日與2021年中華民國全國性公民投票並日舉辦，由台灣乾淨水行動聯盟理事長、現任台灣主婦聯盟生活消費合作社理事主席彭桂枝領銜，並由新竹市選舉委員會編號為第1案的地方性公民投票案，旨在通過公投解決廢污水專管排放問題。

## 公投案主文
|  | 您是否同意，新竹市應訂定，廢污水管理自治條例，明定工業廢水、醫療廢水及其他事業廢水和污水，應以專管回收，不可排入飲用水取水口或灌溉水取水口上游？ |

## 沿革
2017年，發起人陳翠琴與劉妮雲、鄭于育、陳錦玲四人得知頭前溪上游之竹東垃圾場囤積大量垃圾，質疑新竹市民飲用水有受工業、垃圾等廢污水影響，並決定邀請長期參與社運的彭桂枝加入，組織“我們要喝乾淨水行動聯盟”。
2018年5月29日，行動聯盟向監察委員張武修、尹祚芊、高涌誠、高鳳仙陳情，提出拒喝工業廢水，並強烈主張以“灌排分離”和“飲排分離”方式保護水源。
2019年3月21日，行動聯盟將此議題訴諸於公民投票，並由彭桂枝領銜，向新竹市政府提出地方性公民投票案。
2019年10月29日，行動聯盟總計收集5,764份連署書，並提交新竹市政府。
2019年12月18日，新竹市選舉委員會公告，該公投案成立。
2020年7月11日，行動聯盟正式立案為“社團法人台灣乾淨水行動聯盟”，並由該社團法人繼續主導此公投案。
2021年7月15日，新竹市選舉委員會公告，原定2021年8月28日舉行新竹市地方性公民投票案第1案投票，併同受嚴重特殊傳染性肺炎臺灣疫情影響之全國性公民投票案第17案至第20案投票，改定於2021年12月18日辦理；且連同原定應於7月24日至8月21日間舉辦之辯論會，亦改定應於11月13日至12月11日間舉辦。

## 各方反應

### 正方
2018年，新竹縣縣長選舉之四位候選人皆表示支持該公投案，其中無黨籍參選人葉芳棟表示會參與連署，中國國民黨候選人楊文科亦表示願意配合。楊文科當選新竹縣縣長後，亦自2019年8月29日起，每三個月與行動聯盟等環保團體舉行會議。
2019年1月18日，新竹市市長林智堅與新竹縣縣長楊文科展開“大新竹共好”會談，並達成多項共識，其中亦包括“喝好水”議題。
2019年3月20日，民主進步黨新竹市議會黨團宣布支持該公投案，並表示市長林智堅已於19日連署。

## 公投結果

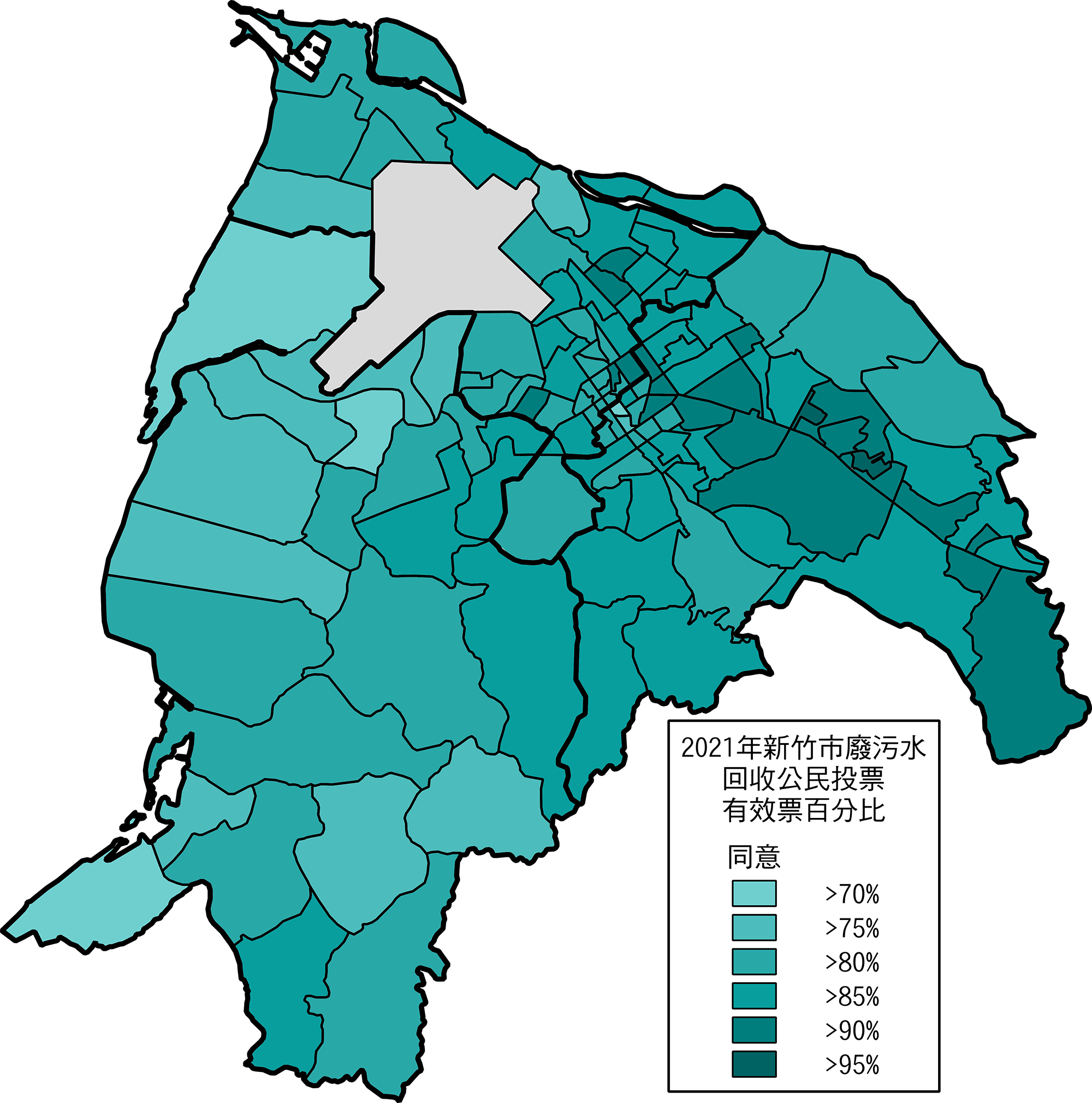
村里別公投結果

| 公投題目 | 同意    | 同意   | 不同意 | 不同意 | 無效票 | 投票人數 | 投票權人數 | 投票率 | 投票結果 |
| 公投題目 | 得票    | 占比   | 得票   | 占比   | 無效票 | 投票人數 | 投票權人數 | 投票率 | 投票結果 |
| --- | ------- | ------ | ------ | ------ | ------ | -------- | ---------- | ------ | -------- |
| 您是否同意，新竹市應訂定，廢污水管理自治條例，明定工業廢水、醫療廢水及其他事業廢水和污水，應以專管回收，不可排入飲用水取水口或灌溉水取水口上游？ | 131,816 | 87.07% | 19,581 | 12.93% | 3,526  | 154,923  | 357,083    | 43.39% | 通過     |

### 區別公投得票率
| 區     | 同意   | 同意   | 不同意 | 不同意 | 無效票 | 投票人數 | 投票權人數 | 投票率 |
| 區     | 得票   | 占比   | 得票   | 占比   | 無效票 | 投票人數 | 投票權人數 | 投票率 |
| ------ | ------ | ------ | ------ | ------ | ------ | -------- | ---------- | ------ |
| 東區   | 66,266 | 89.14% | 8,077  | 10.86% | 1,680  | 76,023   | 166,887    | 45.55% |
| 北區   | 44,765 | 86.25% | 7,136  | 13.75% | 1,217  | 53,118   | 124,291    | 42.74% |
| 香山區 | 20,785 | 82.63% | 4,368  | 17.37% | 629    | 25,782   | 65,905     | 39.12% |